# Diego de Almagro (Atacama)
Diego de Almagro is een gemeente in de Chileense provincie Chañaral in de regio Atacama. Diego de Almagro telde 13.925 inwoners in 2017 en heeft een oppervlakte van 18.664km². De gemeente is vernoemd naar Diego de Almagro, een Spaans conquistador.

## Geboren
- Martín Rodríguez Torrejón (5 augustus 1994), voetballer